# Tổng hội Phật giáo Việt Nam
Tổng hội Phật giáo Việt Nam là một tổ chức quy tụ những đoàn thể Phật giáo Đại thừa tại Việt Nam khắp ba miền: Bắc, Trung, Nam thời Chiến tranh Đông Dương. Tổng hội hình thành vào năm 1951 với mục đích tạo tiếng nói cho Phật giáo nhưng về mặt tổ chức thì Tổng hội không có cơ chế hoạt động.

## Tổ chức và lịch sử
Tổng hội Phật giáo Việt Nam có thể nói là tiền thân của hai tổ chức Hội Phật giáo Thống nhất Việt Nam ở miền Bắc và Giáo hội Phật giáo Việt Nam Thống nhất ở miền Nam sau năm 1954. Đứng đầu Tổng hội là tăng thống Hòa thượng Thích Tịnh Khiết, và ba vị phó tăng thống: Thượng tọa Thích Tâm Châu đại diện miền Bắc, Thượng tọa Thích Thiện Minh đại diện miền Trung, và Thượng tọa Thích Thiện Hoa đại diện miền Nam. Đồng hoạt động với Tổng hội là Hội Phật học Nam Việt, quy tụ thành phần cư sĩ do Mai Thọ Truyền chủ tọa.
Vào năm 1962 thì Tổng hội quy tụ khoảng 3000 tăng lữ, 600 ni sư, và 3.000.000 tín đồ.
Khi chính thể Đệ Nhất Cộng hòa Việt Nam bị lật đổ vào Tháng 11, 1963 thì Tổng hội xúc tiến kết hợp với các đoàn thể khác trong đó có Giáo hội Phật giáo Nguyên thủy để thành lập Giáo hội Phật giáo Việt Nam Thống nhất. Giáo hội này chính thức ra đời với bản hiến chương ký ngày 1 Tháng Tư, 1964. Hòa thượng Thích Tịnh Khiết của Tổng hội được đề cử làm tăng thống và Thượng tọa Thích Tâm Châu đảm lãnh Viện trưởng Viện Hóa Đạo của Giáo hội Phật giáo Việt Nam Thống nhất.